# Arc (ウェブブラウザ)
Arc（アーク）は、The Browser Companyが開発したWebブラウザ。2022年4月19日にMac用に最初にリリースされた。AIによる機能やChatGPTとのシームレスな連携が強みの新世代のWebブラウザ。 
当初はmacOS向けに提供されていたが、現在ではWindows、iOS、Android向けにも展開されている。 また、iOS向けにはAIを活用した「Arc Search」というモバイルアプリも提供されている。 

## 概要
Arcは、Chromiumというオープンソースのウェブブラウザを基盤に開発され、使いやすさとシンプルさを追求したブラウザである。 

## 特徴
このブラウザは、Google ChromeやSafariなどの一般的なブラウザとは異なる独自のユーザーインターフェイスを特徴としている。
サイドバー中心のデザイン
Arcは、検索バー、タブリスト、ブックマークなど、ブラウザの主要な機能をサイドバーに集約している。これにより、画面の閲覧エリアを広く保ちつつ、直感的な操作が可能となっている。
「スペース」によるタブ管理
タブを「スペース」と呼ばれるカテゴリに分けて整理でき、それぞれに異なるテーマやブラウザプロファイルを設定可能。スペース内のタブは、最大4つまでの分割表示にも対応している。
「ブースト」機能
ユーザーがCSS、HTML、JavaScriptを用いてウェブサイトの外観や機能をカスタマイズできる機能。2023年のアップデートで、色やフォントの変更、特定要素の非表示を簡単に行えるインターフェースが追加された。
AI機能の統合
2024年2月、AIを活用した「インスタントリンク」や「ライブフォルダ」といった新機能が追加され、ユーザーの検索体験を向上させている。